# ورزشگاه ال روسالدا
ورزشگاه ال روسالدا (به اسپانیایی: Estadio La Rosaleda) با ظرفیت ۲۸٬۹۶۳ نفر یکی از ورزشگاه‌های فوتبال کشور اسپانیا است که در شهر مالاگا ایالت اندلس واقع شده‌است. این ورزشگاه در سال ۱۹۴۱ بازگشایی شد و در حال حاضر بازی‌های خانگی باشگاه فوتبال مالاگا در آن برگزار می‌گردد.